# 表町 (台北市)
表町（おもてちょう）は、日本統治時代の台湾における台北市の行政区画。一丁目から二丁目までで構成された。明石町の西に位置し、新公園の北に位置する。現在の許昌街、信陽街、漢口街一段、襄陽路、懐寧街の一部および館前路が表町に含まれる。表町には金融機関が多く並び、台北の一等地と呼ばれる。館前路は日本統治時代に「表町通」という名であった。表町は華南銀行の創立の地である。

## 町内の施設
- 三井物産（一丁目）
- 勧業銀行（一丁目）
- 華南銀行（二丁目）
- 鉄道ホテル（二丁目、現新光三越、統一元気館）